# Cherry Red Records
Cherry Red Records ist ein britisches Plattenlabel, das 1978 gegründet wurde und in seinen Anfangsjahren eine wichtige Rolle in der britischen Independent-Musik gespielt hat. Der Name „Cherry Red“ kommt von dem gleichnamigen Lied von der Band The Groundhogs.

## Geschichte
Cherry Red wurde von Iain McNay und Richard Jones während der Punk Ära gegründet, um auch kleineren bisher übersehenen Gruppen eine Chance zu geben. Die erste Veröffentlichung war im Juni 1978 die Single Bad Hearts der Gruppe The Tights. Der Durchbruch für das Label und der bisher größte kommerzielle Erfolg war das Debütalbum Fresh Fruit for Rotting Vegetables der kalifornischen Band Dead Kennedys aus dem Jahr 1980. Gründer Iain McNay beeinflusste die Independent Musik auch, indem er maßgeblich an der Entstehung der UK Indie Charts beteiligt war, die erstmals 1980 erhoben wurden. In den ersten Jahren wurden unter anderem die Gruppen The Monochrome Set, Everything but the Girl und Felt unter Vertrag genommen. Seit Ende der 1980er Jahre ist Cherry Red Records verstärkt in der Wiederveröffentlichung nicht mehr erhältlicher Platten anderer Labels aus verschiedensten Musikrichtungen aktiv. Es wurde aber auch weiter neues Studiomaterial von etablierten Künstlern wie etwa The Fall, Suzi Quatro und Marc Almond veröffentlicht.
Im August 2014 kündigte Cherry Red Records neue Alben von Sarah Cracknell, Todd Rundgren, Claudia Brücken und Bettye LaVette an. Anfang 2015 wurden die ersten vier Studioalben von Kylie Minogue in Deluxe-Editionen wiederveröffentlicht.